# Ribić Breg
Ribić Breg es una localidad de Croacia en la ciudad de Ivanec, condado de Varaždin.

## Geografía
Se encuentra a una altitud de 230 m s. n. m. a 83,6 km de la capital nacional, Zagreb.

## Demografía
En el censo 2011, el total de población de la localidad fue de 150 habitantes.
| Gráfica de población de Ribić Breg 1857-2011                        |
|                                                                     |
| Según los censos de población de la oficina estadística de Croacia. |